# Municipio de Sacramento
El municipio de Sacramento es uno de los treinta y ocho municipios en que se encuentra dividido el estado mexicano de Coahuila. Se ubica en la zona central del estado y en 2020 tenía alrededor de 2471 habitantes.

## Geografía

### Ubicación
El municipio se ubica en el centro del estado de Coahuila, a una altitud promedio de 580 metros sobre el nivel del mar (m s. n. m.).
Limita al norte con Lamadrid; al sur y oeste con Cuatro Ciénegas; y al este con Nadadores y Frontera.

### Clima
El clima de Sacramento es de subtipos secos semicálidos; tiene una temperatura media anual de entre 20 y 22 °C; la precipitación media anual se encuentra entre los rangos de 300 a 400 milímetros, con un régimen de lluvias en meses como junio, julio, agosto y septiembre y lluvias escasas en meses como noviembre y diciembre.

### Principales ecosistemas

#### Flora
La principal vegetación del municipio está compuesta por encinos, cedro blanco y rojo, palo blanco, hicajillo, chapote, chaparro prieto, granjeno, gatuño, leñoza, tejocote, sotol, nopal, palmas, entre otros.

#### Fauna
Los principales animales silvestres del municipio son: oso, venado, león americano, zorra, coyote, jabalí, tejones, ardillones, entre otras especies de animales.

## Demografía
De acuerdo al censo llevado a cabo por el Instituto Nacional de Estadística y Geografía en el año 2020 Sacramento tiene un total de 2471 habitantes, 1242 hombres y 1229 mujeres, y una densidad de población de 8.53 personas por kilómetro cuadrado.
| Gráfica de evolución de Municipio de Sacramento entre 2000 y 2020 |
|                                                                   |
| Instituto Nacional de Estadística y Geografía                     |

### Localidades
En el Censo de 2020 el municipio de Matamoros contaba con 14 localidades.
| Código INEGI      | Localidad         | Población (2020) |
| ----------------- | ----------------- | ---------------- |
| 050290001         | Sacramento        | 2 437            |
| Otras localidades | Otras localidades | 34               |
| Total municipal   | Total municipal   | 2 471            |